# Cotesia glomerata
Espèce
Synonymes
Apanteles glomeratus
Cotesia glomerata (Apanteles glomeratus) est une petite guêpe parasite appartenant à la famille des Braconidae. Elle peut parasiter bon nombre de papillons de la famille des Pieridae, ses hôtes préférés étant la Piéride du chou et la Piéride de la rave. Les adultes se nourrissent de nectar.
Les femelles déposent leurs œufs dans les chenilles, où les larves de C. glomerata se développent. Après 15 à 20 jours les larves émergent et la chenille meurt. Les larves forment des cocons adhérant à la dépouille de la chenille. Une nouvelle génération peut alors émerger.
C. glomerata est à son tour parasité par la hyperparasite guêpe Lysibia nana.
Ce Braconidae a une influence modératrice sur les populations de la Piéride du chou, à moins qu'il ne se fasse tuer par un insecticide.
Il est présent dans la région paléarctique et également aux Etats-Unis où il a été introduit au XIXe siècle pour la lutte biologique contre les chenilles.